# Top Model of the world

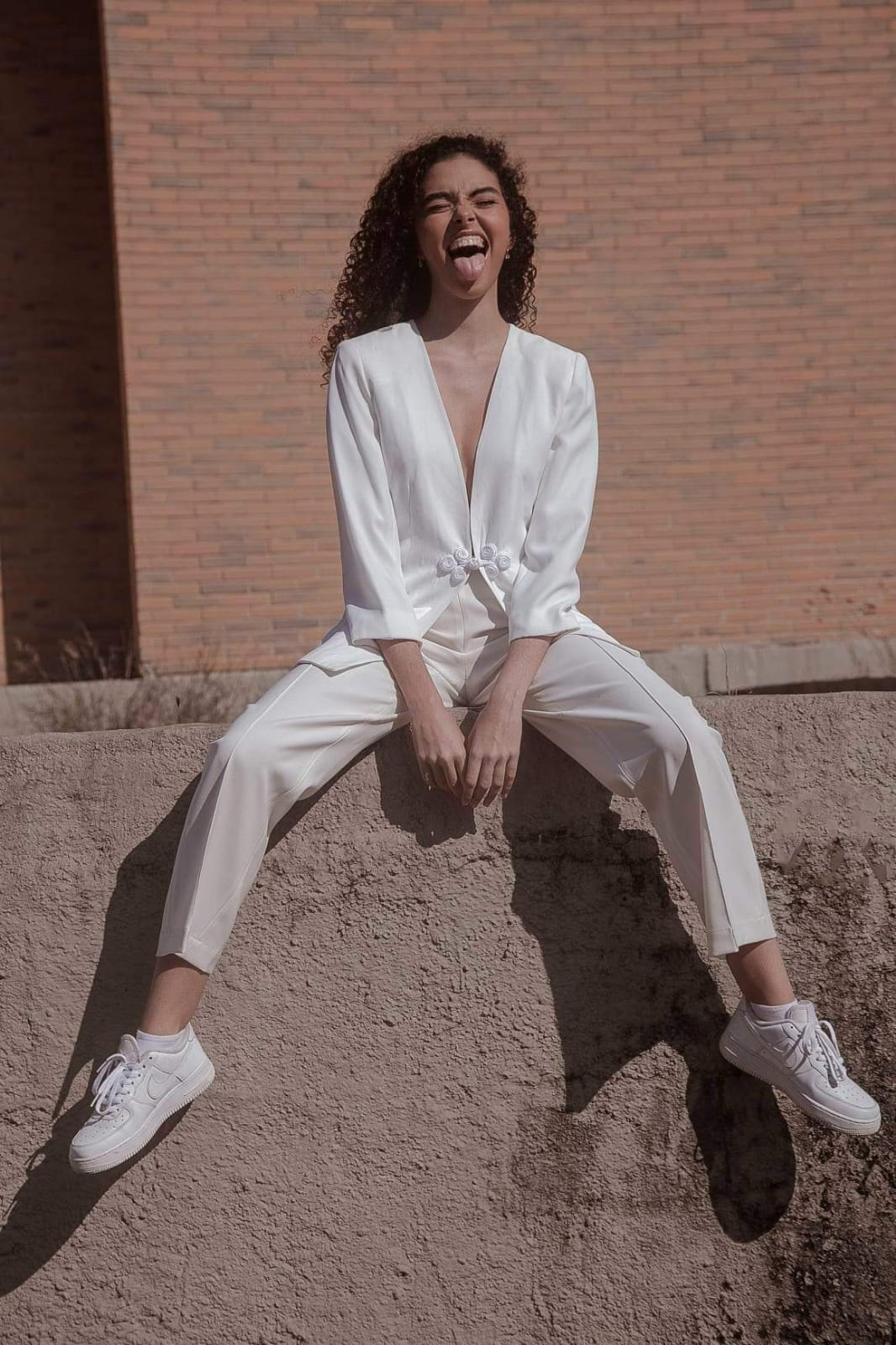
Le top modèle brésilien Agatha Ferreira.

Top Model of the world, est un concours de beauté annuel féminine, destiné aux jeunes femmes du monde.

## Historique
Le concours est créé en 1993, aux États-Unis, inspiré du concours Supermodel of the World. Il est désormais organisé par la World Beauty Organization.

## Palmarès
| Année | Vainqueur                  | Pays                   | Lieu                        |
| ----- | -------------------------- | ---------------------- | --------------------------- |
| 1993  | Francesca Bologna          | Italie                 | Miami (États-Unis)          |
| 1994  | Claudine Obert             | France                 | Miami (États-Unis)          |
| 1995  | Jacqueline Aguilera        | Venezuela              | Moscou (Russie)             |
| 1996  | Selinée Mendez             | République dominicaine | Coblence (Allemagne)        |
| 1997  | Franzisca Schaub           | Allemagne              | Legden (Allemagne)          |
| 1998  | Michelle Khan              | Trinité-et-Tobago      | Magdebourg (Allemagne)      |
| 1999  | Suzana Fabriova            | Slovaquie              | Francfort (Allemagne)       |
| 2000  | Yeliz Celiskan             | Turquie                | Vreden (Allemagne)          |
| 2001  | Renata Janetkova           | République tchèque     | Kaiserslautern (Allemagne)  |
| 2002  | Natascha Börger            | Allemagne              | Aix-la-Chapelle (Allemagne) |
| 2003  | Nihan Akkus                | Turquie                | Aix-la-Chapelle (Allemagne) |
| 2004  | Sun Na                     | Chine                  | Karlsruhe (Allemagne)       |
| 2005  | Dominika van Santen        | Venezuela              | Humen (Chine)               |
| 2006  | Natália Guimarães          | Brésil                 | Kunming (Chine)             |
| 2006  | Michelle de Leon           | Philippines            | Kunming (Chine)             |
| 2007  | Alexsandra Vodjanikova     | Allemagne              | Hurghada (Égypte)           |
| 2008  | Débora Lyra                | Brésil                 | Berlin (Allemagne)          |
| 2009  |                            |                        |                             |
| 2010  | Carolina Rodriguez Ferrero | Colombie               | Dortmund (Allemagne)        |
| 2011  | Loredana Salanță           | Roumanie               | Usedom (Allemagne)          |
| 2012  | Luna Voce                  | Italie                 | Dortmund (Allemagne)        |
| 2013  | Monica Palacios            | Colombie               | El Gouna (Égypte)           |
| 2014  | Tania Valencia Cuero       | Colombie               | El Gouna (Égypte)           |
| 2015  | Elena Kosmina              | Ukraine                | El Gouna (Égypte)           |
| 2016  | Margo Cooper               | Bulgarie               | Brême (Allemagne)           |
| 2017  | Julya Gershun              | Ukraine                | El Gouna (Égypte)           |
| 2018  | Janet Leyva                | Pérou                  | Hurghada (Égypte)           |
| 2019  | Nicole Menayo              | Espagne                | Hurghada (Égypte)           |
| 2020  | Pierinna Patino            | Pérou                  | Hurghada (Égypte)           |
| 2021  |                            |                        |                             |
| 2022  | Natálie Kočendová          | République tchèque     | Ain Soukhna (Égypte)        |